# Cerdanyola del Vallès Futbol Club
El Cerdanyola del Vallès Futbol Club (Cerdanyola FC) és un club de futbol català de la ciutat de Cerdanyola del Vallès, Vallès Occidental, fundat l'any 2006 arran de la fusió de cinc clubs de futbol del municipi, el Centre d'Esports Cerdanyola, la Unió Esportiva Fontetes, el Club Esportiu Baroja, l'Escola Club de Futbol Cerdanyolense-Montflorit i el Club d'Escola de Futbol Unió Esportiva Cerdanyola. El procés de fusió va finalitzar a mitjans de l'any 2006 i va tenir com a objectiu principal fer créixer els equips de futbol base al municipi, així com, tenir una presència més destacada en categories superiors del futbol català. Actualment, el sènior masculí competeix al grup 3 de la Segona RFEF. i disputa els seus partits a la zona esportiva municipal les Fontetes. A més, disposa de nombrosos equips de futbol base, femenins i de futbol sala.